# Džemal Bijedić

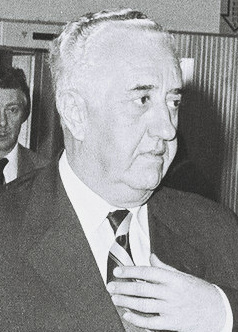
Džemal Bijedić (1976)

Džemal Bijedić (* 22. April 1917 in Mostar, Bosnien und Herzegowina; † 18. Januar 1977 bei Sarajevo) war ein jugoslawischer Politiker  des Bundes der Kommunisten Jugoslawiens (BdKJ).

## Biografie
Bijedić, ein Befürworter einer Nationalitätenpolitik, die auch die bosnischen Muslime zur Nationalität erhob, war von 1967 bis 1971 Präsident der Volksversammlung der Sozialistischen Republik Bosnien und Herzegowina.
Anschließend wurde er am 30. Juli 1971 Vorsitzender des Bundesexekutivrates (Ministerpräsident) der Sozialistischen Föderativen Republik Jugoslawien und übernahm zugleich bis zum 3. Dezember 1971 das Amt des Bundessekretärs (Minister) für Inneres in der Zentralregierung. Das Amt des Ministerpräsidenten übte er bis zu seinem Tod bei einem Flugzeugabsturz aus. Nachfolger wurde Veselin Đuranović.